# Spheginobaccha lieftincki
Spheginobaccha lieftincki är en tvåvingeart som beskrevs av Doesburg 1968. Spheginobaccha lieftincki ingår i släktet Spheginobaccha och familjen blomflugor. Inga underarter finns listade i Catalogue of Life.